# Jane Greerová
Bettejane Greerová (9. září 1924 Washington, D.C. – 24. srpna 2001 Los Angeles), byla americká herečka, modelka a zpěvačka.

## Život
Narodila se 9. září 1924 ve městě Washingtonu, D.C. a vyrůstala ve čtvrti Northwest. V 15 letech onemocněla obličejovou obrnou, která jí ochromila levou stranu obličeje. Podle lékařů neměla moc šancí na uzdravení, ale po pravidelných rehabilitacích a cvičeních jí tvář zůstla ochrnutá už jen částečně. Vzhledově zůstala nepoznamenána, avšak ve své filmové kariéře byla i tak většinou obsazována do rolí, kde nemusela vyjadřovat moc emocí a ponechávala si kamennou tvář.
Během dospívání se živila jako modelka a svou kariéru v showbyznysu začala jako zpěvačka ve španělském orchestru Enrica Madriguery. Díky jejím fotografiím v časopisu Life si jí 8. června 1942 všiml Howard Huges, který v ní spatřil velký potenciál a rozhodl se ji poslal do Hollywoodu, aby se stala herečkou.
Smlouva s Hughesem jí však moc nevyhovovala a po bouřlivém manželství a rozvodu s Rudy Valéem, se roku 1944 narychlo upsala studiu RKO Radio Pictures. Po deseti natočených filmech (mezi nejznámější patří western Sunset Pass (1946), či film noir Pryč od minulosti (1947)), však studio koupil sám Hughes a Jane ihned zamítl natáčet další filmy.
Zákaz však brzy zrušil a Jane mohla dál pokračovat ve své herečké kariéře a později zavítala i do televize, kde účinkovala v seriálech jako Columbo, To je vražda, napsala a Městečko Twin Peaks.
Od 8. února 1960 má na Hollywoodském chodníku slávy i vlastní hvězdu.
Jane zemřela na rakovinu 24. srpna 2001 ve věku 76 let.

## Filmografie (kompletní)

### Filmy
- 1945 Two O'Clock Courage (režie Anthony Mann)
- 1945 Pan-Americana (režie John H. Auer)
- 1945 George White's Scandals (režie Felix E. Feist)
- 1945 Dick Tracy (režie William Berke)
- 1946 The Falcon's Alibi (režie Ray McCarey)
- 1946 The Bamboo Blonde (režie Anthony Mann)
- 1946 Sunset Pass (režie William Berke)
- 1947 They Won't Believe Me (režie Irving Pichel)
- 1947 Sinbad the Sailor (režie Richard Wallace)
- 1947 Pryč od minulosti (režie Jacques Tourneur)
- 1948 Station West (režie Sidney Lanfield)
- 1949 The Big Steal (režie Don Siegel)
- 1951 You're in the Navy Now (režie Henry Hathaway, Lewis Seiler)
- 1951 The Company She Keeps (režie John Cromwell)
- 1952 Zajatec ze Zendy (režie Richard Thorpe)
- 1952 You for Me (režie Don Weis)
- 1952 Desperate Search (režie Joseph H. Lewis)
- 1953 The Clown (režie Robert Z. Leonard)
- 1953 Down Among the Sheltering Palms (režie Edmund Goulding)
- 1956 Run for the Sun (režie Roy Boulting)
- 1957 Man of a Thousand Faces (režie Joseph Pevney)
- 1964 Where Love Has Gone (režie Edward Dmytryk)
- 1965 Billie (režie Don Weis)
- 1973 Černá výprava (režie John Flynn)
- 1982 Neviditelní jezdci (režie Andrew V. McLaglen)
- 1984 Všemu navzdory (režie Taylor Hackford)
- 1986 Jen mezi přáteli (režie Allan Burns)
- 1989 Dítě na zakázku (režie Jonathan Kaplan)
- 1996 Perfect Mate (režie Karl Armstrong)

### Seriály
- 1975 Columbo (4. série, 4. epizoda), (režie Ben Gazzara)
- 1988 To je vražda, napsala (5. série, 7. epizoda), (režie Vincent McEveety)[5]
- 1990 Městečko Twin Peaks (2. série, epizody 8, 9, 10), (režie Caleb Deschanel, Tim Hunter, Tina Rathborne)